# Зорянна Кіт
Зорянна Кіт (англ. Zorianna Kit) — американська журналістка та акторка українського походження. В різні періоди писала для видань — The Hollywood Reporter, People, TV Guide, Reuters, та працювала на телеканалах — ITV, KTLA, PBS, Channel 5. Зіграла епізодичну роль самої себе у фільмі «Залізна людина».

## Життєпис
Кіт народилася в українській родині в Оттаві, де провела своє дитинство. Її батько Ярослав Кіт та дядько Леонід Ліщина були журналістами, які займалися висвітленням життя української спільноти Канади. Вдень вони працювали: батько — вчителем в старшій школі, а дядько — інженером. Уночі ж вони писали політичні статті про Україну, а також листи до Української РСР до політиків щоразу, коли когось ув'язнювали. Відтак з дитинства Зорянна була причетною до активної громадської діяльності.
Перші навички письма Зорянна отримала завдяки публікаціям в журналі «Готуйсь» української скаутської організації «Пласт».
У 1991 році переїхала в Торонто, де вступила в Університет Райєрсона на журналістику, а в 1995 році отримала диплом бакалавра.
Переїхавши до Лос-Анджелеса, змінила канадське громадянство та отримала громадянство США.
З 1997 по 2004 роки працювала старшим репортером в The Hollywood Reporter, а з 2004 по 2010 роки перейшла на позаштатну основу. Під час роботи на це видання, журнал Detour назвав її частиною «наступного покоління найпотужніших інсайдерів Голлівуду», в той час як журнал Movieline називав її однією з голлівудських «найсексуальніших осіб за лаштунками».
У 2008 році Кіт запросили зіграти саму себе в фільмі «Залізна людина», що стало першим досвідом її роботи в кіно.
Зорянна Кіт є членом Асоціації кінокритиків, яка щороку обирає переможців премії «Вибір критиків».

## Особисте життя
7 жовтня 2000 року Зорянна Кіт одружилася з продюсером Бо Зенґа. У 2016 році подружжя оголосило про розлучення. Кіт має двох доньок.
Зорянна Кіт вільно володіє українською, французькою та англійською мовами.

## Фільмографія
| Рік  |     | Українська назва                       | Оригінальна назва                           | Роль                  |
| ---- | --- | -------------------------------------- | ------------------------------------------- | --------------------- |
| 2006 | с   | Незначні досягнення Джекі Вудман       | The Minor Accomplishments of Jackie Woodman | Репортер новин        |
| 2008 | ф   | Залізна людина                         | Iron Man                                    | Себе                  |
| 2008 | док | Голодомор: Український геноцид 1932-33 | Holodomor: Ukraine's Genocide of 1932-33    | Українська жінка      |
| 2008 | ф   | Аутсайдери                             | The Longshots                               | Репортер новин        |
| 2008 | ф   | Небезпечно жити на Лейкв'ю             | Lakeview Terrace                            | Телевізійний репортер |
| 2009 | ф   | Стен Хелсінг                           | Stan Helsing                                | Себе                  |
| 2010 | с   | Незвичайна сім'я                       | No Ordinary Family                          | Репортер              |
| 2010 | с   | Подивіться                             | Look                                        | Пеппер Чедвік         |
| 2011 | с   | Захисники                              | The Defenders                               | Репортер              |